# Mars Col
Der Mars Col ist ein 200 m hoher und rund 1 km breiter Gebirgspass in Form eines Bergsattels auf der westantarktischen James-Ross-Insel. Er erstreckt sich von den moderat ansteigenden Hängen des Terrapin Hill in südlicher Richtung bis zu den Schuttkegeln der Förster-Kliffs und führt vom Boulder Valley in östlicher Richtung zum Förster Valley.
Das UK Antarctic Place-Names Committee benannte den Pass 2006. Namensgebend ist die der Winderosion ausgesetzte Oberfläche, die mit ihrer gelblichen Färbung in Kombination mit dunklen Basaltquadern an Aufnahmen von der Oberfläche des Planeten Mars erinnert.